# Rülzheim
Rülzheim est une municipalité allemande située dans le land de Rhénanie-Palatinat et l'arrondissement de Germersheim.

## Histoire
17 mai 1793 : combat de Rülzheim ou le 1er bataillon de volontaires de l'Ain se trouve engagé durant la première coalition.

## Personnalités
- Otto Huber (1871-1954), missionnaire au Soudan